# 潘德炉
潘德炉（1945年12月26日—），浙江东阳人，中国海洋遥感专家，国家海洋局第二海洋研究所、卫星海洋动力环境学国家重点实验室研究员、浙江大学博士生导师。

## 生平
1968年毕业于南京理工大学。2001年当选中国工程院院士。

## 头衔
- 国务院学位委会海洋学科评议组召集人
- 中国海洋学会副理事长
- 《海洋学报》主编
- 国际海洋水色专家组（IOCCG）专家